# 충주 김생사지
충주 김생사지(忠州 金生寺址)는 충청북도 충주시 금가면 유송리에 있는, 신라의 명필인 김생(711∼791)이 만년에 창건한 사찰터이다. 2000년 12월 22일 충청북도의 기념물 제114호로 지정되었다.

## 개요
김생사지는 신라의 명필인 김생(711∼791)이 만년에 창건한 사찰터이다.
김생은 성덕왕 10년(711)에 가난하고 미천한 가문에서 태어나 어려서부터 글씨에 능하였고 원성왕 7년(791) 80세까지 붓잡기를 쉬지 않았다.
이 사지는 주변에 장대석이 많고 석탑재와 기와조각, 도자기조각이 산재해 있어 이곳을 ‘와당밭’이라고 일컬을 정도로 와전류(瓦塼類)가 많이 출토되었다.
김생사지는 『수산집』의 김생사중수기(金生寺重修記)와 『신증동국여지승람』의 기록을 통하여 북진애(北津崖)-예성(蘂城)의 북쪽나루- 즉 현 위치의 김생사에서 두타행(頭陀行)을 닦았음을 확인할 수 있다. 한편 수년전까지 있었던 고와가(古瓦家)의 본체 용마루에서 ‘건륭을미(乾隆乙未-1775)’ 망와 4점과 ‘성상오십일년을미 충청도 충주’의 암기와가 발견되었다.
수습된 유물로 보아 신라시대에 창건되어 고려시대에 크게 번창했던 것으로 추정되며, 근래까지 조선시대 고가터가 남아 있으며 1979년 당시 두채의 건물이 ‘ㄷ’형태로 있었다.
절터의 서쪽 강가에는 김생이 쌓았다는 김생제방(金生堤防)이 있는데 이 제방은 강물에 의한 토량 침식을 예방, 사지의 평탄대지를 조성하기 위해 자연석으로 쌓았던 것으로 40∼50cm 정도의 길이에 높이 3∼4m 규모로 남아 있으나 현재는 충주댐 건설로 물에 잠겨 자취를 찾기 힘들다.

## 같이 보기
- 김생

## 참고 자료
- 충주 김생사지 - 국가유산청 국가유산포털